# Andrea Ward
Andrea Ward (Roma, 12 giugno 1963) è un attore, doppiatore e direttore del doppiaggio italiano.

## Biografia
Appartiene a una "dinastia" di doppiatori: il padre Aleardo (deceduto per un aneurisma quando Andrea aveva 10 anni) lo è stato prima di lui, i suoi fratelli Monica e Luca ed il fratellastro Metello Mori sono suoi colleghi, così come i suoi figli (Alessio, Mattia, Niccolò e Lucrezia) ed è lo zio dei doppiatori Federico e Alessandro Campaiola. Sua moglie Cristina Fenuccio è dialoghista per il cinema e la televisione. La madre, Maria Teresa Di Carlo (nota dopo il primo matrimonio come Maresa Ward) era un'attrice di cabaret.
Andrea Ward ha dato la voce a molti celebri attori tra cui: Andy García, Josh Brolin, Keanu Reeves, David Duchovny e tanti altri.
Tra i personaggi delle serie animate che ha doppiato ci sono Armando Gutierrez in Freakazoid, Genjo Sanzo in Saiyuki, Naraku in Inuyasha e Son Goku adulto nel primo doppiaggio dei film di Dragon Ball Z; ha poi dato la voce anche a Kuwata in City Hunter, Juan Diaz, Ralph Peterson e Steve Montgomery in Holly e Benji, Stephen Tragger in Kyle XY e Ian dello Scudo nel secondo doppiaggio del film I Cavalieri dello zodiaco - La dea della discordia.
Inoltre, è la voce di Gordon Ramsay nei programmi del cuoco britannico trasmessi da Rai 5.

## Filmografia
- Inverno al mare, regia di Silverio Blasi (1982)
- Al calar della sera, regia di Alessandro Lucidi (1992)
- Le mani forti, regia di Franco Bernini (1997)

## Doppiaggio

### Film
- Jean-Claude Van Damme in Hell - Esplode la furia, Wake of Death - Scia di morte, JCVD - Nessuna giustizia, Vendetta e redenzione, Black Water
- Aidan Quinn in Riccardo III - Un uomo, un re, La magia della vita, The Last Keepers - Le ultime streghe, Blacklight
- John Cena in Giù le mani dalle nostre figlie, Fast & Furious 9 - The Fast Saga, Fast X, Argylle - La super spia
- Billy Zane in The Phantom, BloodRayne, Samson - La vera storia di Sansone
- Tobias Moretti in Abel - Il figlio del vento, Cold Hell - Brucerai all'inferno, La vita nascosta - Hidden Life
- Casper Van Dien in Il mistero di Sleepy Hollow, Meltdown - Trappola nucleare
- Keanu Reeves in I ragazzi del fiume, Parenti, amici e tanti guai
- Sam Rockwell in Lo spacciatore, Gentlemen Broncos
- Riki Takeuchi in Dead or Alive, Dead or Alive 2: Birds
- Josh Brolin in Mimic, W.
- David Duchovny in Kalifornia, Call me crazy
- Mads Mikkelsen in Pusher II - Sangue sulle mie mani
- Phil Morris in Una promessa è una promessa
- Dylan Walsh in Un anno da ricordare
- Jackie Chan in Il regno proibito
- Toshirō Mifune in La sfida del samurai (ridoppiaggio DVD 2007)
- Ewan Stewart in Titanic
- Gary Dourdan in Alien - La clonazione
- Shanti Roney in Diorama
- Samuel L. Jackson in Jackie Brown (ridoppiaggio)
- Antonio Sabàto Jr. in Atterraggio d'emergenza
- Rocco Siffredi in Pornocrazia
- Rick Gianasi in Fatal Frames - Fotogrammi mortali
- Jon Michael Davis in Cooper - Un angelo inaspettato

### Film TV
- Adam Baldwin in Poseidon - Il pericolo è già a bordo
- James Callis in Una notte con il re
- Franco Columbu in Un poliziotto sull'isola
- Ed Quinn in I 12 disastri di Natale

### Serie televisive
- Tobias Moretti ne Il commissario Rex
- René Steinke in Squadra Speciale Cobra 11
- Jason Winston George in Titans
- Jeffrey Dean Morgan in Supernatural
- John Cena in Psych
- Clarence Gilyard in Walker Texas Ranger
- Harold Perrineau in Criminal Minds: Beyond Borders
- Danny Pino in Cold Case - Delitti irrisolti
- Jason R. Moore in The Punisher
- Jeffrey Combs in Star Trek: Deep Space Nine
- Thomas Jane in The Expanse
- René Steinke in Squadra Speciale Cobra 11 - Sezione 2 (st. 9-11)
- Mario de la Rosa ne La casa di carta
- Dean Cain in Lois & Clark - Le nuove avventure di Superman (st. 1; ep. 2x11)
- Samuel Labarthe in Little Murders by Agatha Christie

### Telenovelas
- Federico Baron in Sueña conmigo
- Alfonso Castaneda (2ª voce) in Il segreto

### Film d'animazione
- Goku adulto in Dragon Ball Z - La vendetta divina (primo doppiaggio), Dragon Ball Z - Il più forte del mondo (primo doppiaggio), Dragon Ball Z - La grande battaglia per il destino del mondo (primo doppiaggio), Dragon Ball Z - La sfida dei guerrieri invincibili (primo doppiaggio), Dragon Ball Z - Il destino dei Saiyan (primo doppiaggio), Dragon Ball Z - L'invasione di Neo Namek (primo doppiaggio), Dragon Ball Z - I tre Super Saiyan (primo doppiaggio), Dragon Ball Z - Il Super Saiyan della leggenda (primo doppiaggio), Dragon Ball Z - La minaccia del demone malvagio (primo doppiaggio), Dragon Ball Z - Sfida alla leggenda (primo doppiaggio), Dragon Ball Z - Il diabolico guerriero degli inferi (primo doppiaggio), Dragon Ball Z - L'eroe del pianeta Conuts (primo doppiaggio), Dragon Ball Z - La battaglia degli dei, Dragon Ball Z - La resurrezione di 'F'
- Sergente in Toy Story - Il mondo dei giocattoli, Toy Story 2 - Woody e Buzz alla riscossa, Toy Story 3 - La grande fuga, Buzz Lightyear da Comando Stellare - Si parte!
- Bruce Banner/Hulk in Iron Man & Hulk: Heroes United, Hulk - Nella terra dei mostri
- Bob Rock in Alan Ford e il gruppo TNT contro Superciuk
- Jin in Wicked City - La città delle bestie incantatrici
- Joe in Crusher Joe
- Il teppista in Akira (primo doppiaggio)
- Yan di Scutum in I Cavalieri dello zodiaco - La dea della discordia (secondo doppiaggio)
- Kocoum in Pocahontas
- Gionata ne La grande storia di Davide e Golia
- Naraku in Inuyasha the Movie - Il castello al di là dello specchio
- Alpha in Up
- Angee/Angacetus in Savva
- Wanderer in Leafie - La storia di un amore
- Iason Mink in Il cuneo dell'amore
- Papà in Molly Monster - Il film
- Escanor in The Seven Deadly Sins the Movie: Prisoners of the Sky
- Kray Foresight in Promare
- Superfly in Tartarughe Ninja - Caos mutante

### Serie animate
- Bruce Banner/Hulk in Super Hero Squad Show, Ultimate Spider-Man, Avengers Assemble, Hulk e gli agenti S.M.A.S.H., Phineas e Ferb: Missione Marvel, Spider-Man, Guardiani della Galassia, Marvel Super Hero Adventures
- Armando Gutierrez in Freakazoid!
- Sutomo in Mimì e la nazionale di pallavolo (primo doppiaggio)
- Wolf Hockfield in Virtua Fighter
- Rat-Man in Rat-Man
- Ulisse in Ulisse. Il mio nome è Nessuno
- Neceron, James Carter e Vlad in Dinofroz
- Hank Scorpio, Jack Lassen e altri vari personaggi in I Simpson[1]
- Occhio di Falco in Iron Man (stagione 2)
- Occhio Di Falco in L'ultimo dei Mohicani
- Glumshanks in Skylanders Academy
- Archie in Class of the Titans
- Abraham Alea in Spike Team
- Kavaxas in Teenage Mutant Ninja Turtles - Tartarughe Ninja
- Sid Network e Dr. Genius ne L'uomo invisibile
- Adrian Toomes/Avvoltoio in Spider-Man - L'Uomo Ragno (ep. 5×3)
- Zobedja "Zob" Zick in Monster Allergy
- Jackie Chan in Le avventure di Jackie Chan
- Urpegon in Virus Attack
- Sceven in Gormiti Nature Unleashed
- Kai in The Hollow
- Ralph Peterson, Steve Montgomery e Jorge Ramirez in Holly e Benji - Due fuoriclasse
- Genjo Sanzo in Saiyuki - La leggenda del demone dell'illusione
- Naraku in Inuyasha e Inuyasha: The Final Act
- Ryu in Street Fighter II V
- Kuwata in City Hunter
- Golem e Hare in Monster Rancher
- Vincent Alzey in Last Exile
- Shinya Kogami in Psycho-Pass
- Saito in Ghost in the Shell: Arise
- Lavoratore barbuto in One-Punch Man
- Tri-Klops in Masters of the Universe: Revelation
- Imperatore Gulfer e Zero in L'invincibile Dendoh
- Masamichi Fujisawa in El Hazard: The Magnificent World
- Seishu Akoya in Kengan Ashura
- Tigre in Ben 10
- Yoshioka Sejuro in Onimusha

### Videogiochi
- Hulk in Disney Infinity 3.0 (2015)[2]